# Eutelsat 31A
Eutelsat 31A (ursprünglich e-Bird dann Eurobird 3 und Eutelsat 33A) ist ein ehemaliger Kommunikationssatellit für Fernseh- und Rundfunkangebote sowie Breitband-Internet-Dienste der Betreiberfirma Türksat. Auch die Firma TELES nutzt diesen Satelliten für ihren SkyDSL Internetdienst. Damit sind beim  Downstream Datenübertragungsraten bis zu 16 Mbit/s möglich. Er ist mit vier Ausleuchtungszonen für Europa und die Türkei ausgestattet und befand sich bis zu seiner Außerbetriebnahme in einer geostationären Umlaufbahn bei 31° Ost.

## Technik
Eurobird 3 sollte einen europaweiten Zwei-Wege-Breitbandzugang ins Internet bereitstellen, da in vielen Gegenden kein DSL vorhanden ist. Die Kosten sind dabei deutlich höher als beim DSL-Anschluss. Um den Satelliten zu nützen, werden spezielle Transceiver und Satellitenschüsseln benötigt.

## Start
Der Satellit startete unter dem Namen e-Bird am 27. September 2003 vom Weltraumbahnhof Kourou im südamerikanischen Französisch-Guayana an Bord einer Trägerrakete vom Typ Ariane 5. Neben e-Bird war auch ein weiterer Nachrichtensatellit (der indische Insat 3E) und die erste europäische Mondsonde SMART-1 als Hauptnutzlast mit an Bord der Rakete.

## Positionen und Umbenennungen
Anfang 2005 wurde der Satellit vom Betreiber Eutelsat auf den Namen Eurobird 3 umbenannt. Am 1. März 2012 vereinheitlichte Eutelsat die Namen seiner Satelliten rund um den Markennamen und benannte den Satelliten in Eutelsat 33A um.
Am 23. Dezember 2013 wurde bekanntgegeben, dass der Satellit künftig von Türksat genutzt werde. Damit Türksat die Nutzungsrechte an der Orbitalposition 31° Ost nicht verliert wurde Eutelsat 33A auf die Position 31° Ost gesetzt und erhielt die neue Bezeichnung Eutelsat 31A.

## Empfang
Der Satellit konnte in Europa und der Türkei empfangen werden. Die Übertragung erfolgte im Ku-Band.